# Condoreirismo
Condoreirismo ou condorismo, é uma parte de uma escola literária da poesia brasileira, a terceira fase romântica, marcada pela temática social e a defesa de ideias igualitárias.
As décadas de 1860 e 1870 representam para a poesia brasileira um período de transição. Ao mesmo tempo que muitos dos procedimentos da primeira e da segunda geração são mantidos, novidades de forma e de conteúdo dão origem à terceira geração da poesia romântica, mais voltada para os problemas sociais e com uma nova forma de tratar o tema amoroso.
Fugindo um pouco do egocentrismo dos ultrarromânticos, os condoreiros desenvolveram uma poesia social, comprometidos com a causa abolicionista e republicana. Em geral são poemas de tom grandiloquente, próximos da oratória, cuja finalidade é convencer o leitor-ouvinte e conquistá-lo para a causa defendida.
O nome da corrente, condoreirismo, associa-se ao condor ou outras aves, como a águia, o falcão e o albatroz, que foram tomadas como símbolo dessa geração de poetas com preocupações sociais. Identificando-se com o condor, ave de voo alto e solitário, com capacidade de enxergar a grande distância, os poetas condoreiros supunham ser eles também dotados dessa capacidade e, por isso, tinham o compromisso, como poetas-gênios iluminados por Deus, de orientar os homens comuns para os caminhos da justiça e da liberdade.
O poeta Tobias Barreto, patrono da cadeira 38 da Academia Brasileira de Letras, é considerado o fundador do condoreirismo brasileiro.

## Castro Alves
Chamado de o poeta dos escravos, Castro Alves é considerado a principal expressão condoreira da poesia brasileira. Além da poesia social, Castro Alves cultivou ainda a poesia lírica, a épica e o teatro.
Sua obra representa, na evolução da poesia romântica brasileira, um momento de maturidade e de transição. Maturidade em relação a certas atitudes ingênuas das gerações anteriores, como a idealização amorosa e o nacionalismo ufanista, às quais Castro Alves dará um tratamento mais crítico e realista.

## A poesia social
Em vez de uma visão idealizada e ufanista da pátria, Castro Alves retrata o lado esquecido pelos primeiros românticos: a escravidão dos negros e a opressão e a ignorância do povo brasileiro. Os escritores condoreiros apreciavam debates sociais, ao contrário dos ultrarromânticos que preferiam o isolamento.
A linguagem utilizada por Castro Alves é grandiosa, caracterizada pelo uso de apóstrofe. Encontramos também hipérbole e metáforas condoreiras (águia, condor, céu, mar, infinito, abismo, sol...)
Características e temas de sua poesia social:
- Libertação dos escravos
- Defesa da república
- Hipérbole e metáforas condoreiras (citadas acima)

### O Navio Negreiro
"O Navio Negreiro" é um poema épico-dramático que integra a obra Os escravos e, ao lado de "Vozes d"África", da mesma obra, vem a ser uma das principais realizações épicas de Castro Alves. Seu tema é a denúncia da escravização e do transporte de negros para o Brasil.

### Poesia amorosa
Embora a lírica amorosa de Castro Alves ainda contenha um ou outro vestígio do amor platônico e da idealização da mulher, de modo geral ela representa um avanço decisivo na tradição poética brasileira, por ter abandonado tanto o amor convencional e abstrato dos clássicos quanto o amor cheio de medo e culpa dos primeiros românticos.
Em vez de "virgem pálida", a mulher de boa parte dos poemas de Castro Alves é um ser corporificado e, mais que isso, participa ativamente do envolvimento amoroso. E o amor é viável, concreto, capaz de trazer tanto a felicidade e o prazer quanto a dor.
A poesia amorosa de Castro Alves é caracterizada por:
- Mulher sensual/erotizada
- Paixão tórrida
- Repúdio da morte (a morte é citada em sua poesia, porém ela é repudiada)
- Melancolia/tédio